# Pascasio Radberto
Pascasio Radberto (Soissons, 792 circa – Corbie, 26 aprile 865) fu un monaco e abate benedettino. Scrittore e teologo, è venerato come santo dalla Chiesa cattolica.

## Biografia

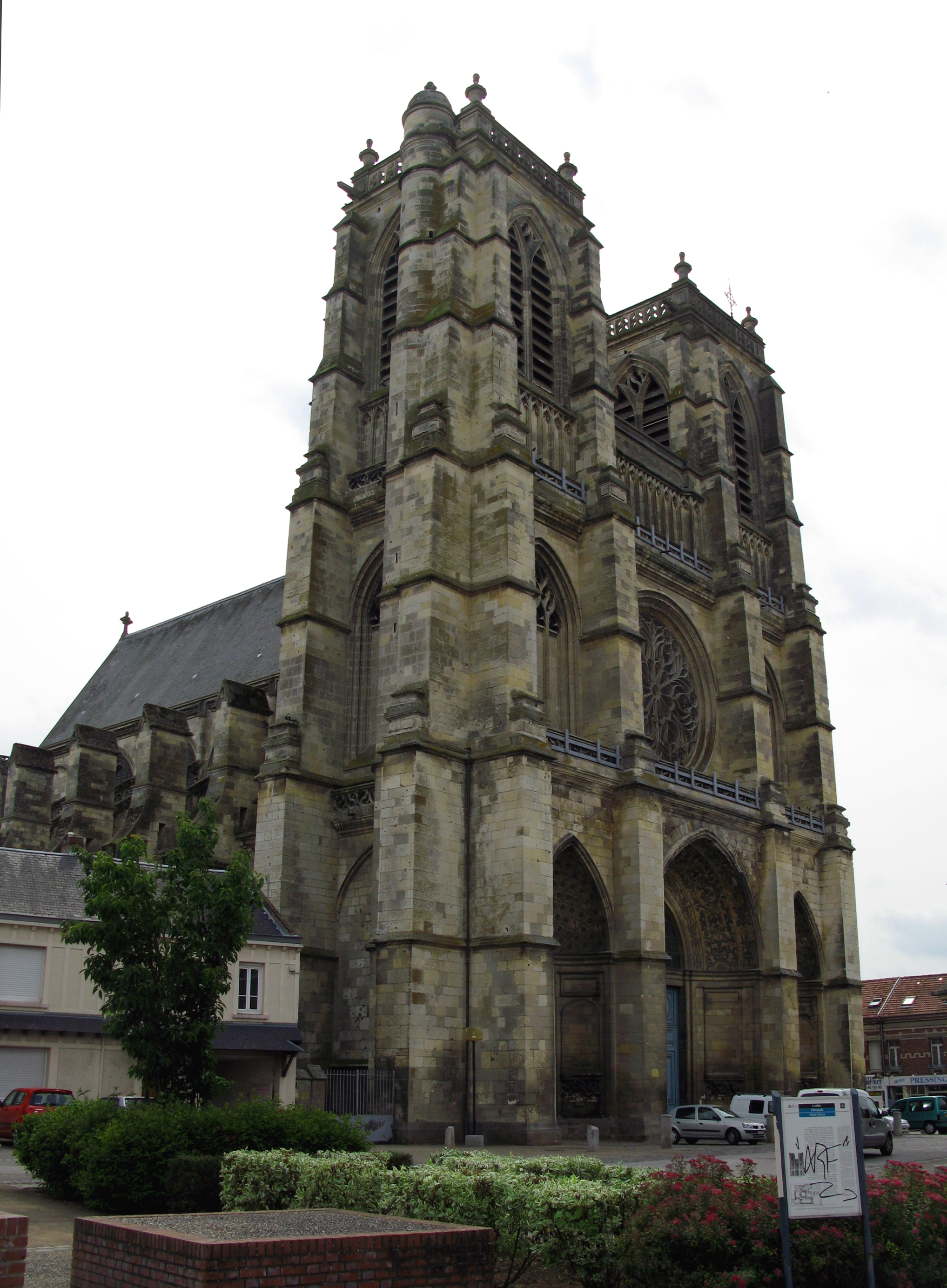
Abbazia di Corbie

Abbandonato da piccolo sui gradini della chiesa di Notre Dame di Soissons, le monache lo consegnarono al monastero di San Pietro. Venne battezzato col nome di Radberto. A ventidue anni entrò monaco all'abbazia di Corbie, presso Amiens in Piccardia, assumendo il nome di Pascasio. Adelardo di Corbie, Oscar di Brema, apostolo della Svezia, il vescovo Oddone di Beauvais, e Guerino, abate di Corvey in Sassonia, ne parlano come uno dei loro migliori allievi.
Dall'822 all'849, Pascasio viaggiò attraverso la Francia, la Germania e l'Italia; scelto nell'844 come abate di Corbie, intorno all'851 lasciò l'incarico per via delle contestazioni dei suoi monaci, non si sa se per problemi di disciplina o di dottrina, e si ritirò nel monastero di Centula fondato da Ricario, continuando i propri studi. Si dedicò alla filosofia «per essere nutrito nell'autunno della vita con il latte delle Scritture». Anni dopo ritornò a Corbie come semplice monaco, continuando a scrivere di storia e di teologia.
Morì il 26 aprile 865, e per sua volontà, fu seppellito nel reparto dei poveri e servitori del monastero. Nel 1058 il suo corpo venne accolto nella chiesa abbaziale con gli onori riservati ai santi.

## Le opere
Le sue opere comprendono un Commento al libro delle Lamentazioni e la più nota De Corpore et Sanguine Domini (831 - 844): scritta per istruzione dei monaci sassoni, rappresenta la prima monografia dottrinale sull'eucaristia. Nonostante la condanna di Amalario di Metz, la questione sulla presenza reale di Cristo nell'eucaristia era vissuta come una questione aperta. Pascasio e Ratrammo dibatterono sulla materia su invito dell'imperatore.
Pascasio sostenne che nel pane, dopo la consacrazione, è veramente presente Cristo col suo corpo storico. Non parla ancora di transustanziazione, ma sostiene che nel pane e nel vino consacrati si rende davvero presente la carne nata da Maria, che patì sulla croce e risorse; nella celebrazione eucaristica esso si moltiplica grazie all'onnipotenza divina. Egli insiste tuttavia sul fatto che nell'ostia è presente il vero corpo di Cristo e dunque il suo corpo spirituale che, unendosi con il comunicato, ne «...nutre l'anima ed eleva la carne stessa all'immortalità e all'incorruttibilità». 
Questa concezione fu attaccata da Ratramno di Corbie che nel suo scritto, che porta lo stesso titolo, considera invece l'eucaristia una semplice commemorazione della Passione di Cristo, e da Rabano Mauro, per il quale invece il corpo presente nell'ostia non è il corpo storico di Gesù ma un corpo prodotto dalla consacrazione dello Spirito Santo. 
Nell'847 dedicò alle monache di Soissons il De partu virginis, dove sostiene la realtà dell'evento e insieme il suo carattere sovrannaturale. A Pascasio viene attribuita la IX epistola dello Pseudo-Gerolamo, Cogitis me, un documento storicamente importante sull'idea dell'Assunzione di Maria esistente già allora in Occidente, oltre all'ipotesi che egli sia stato uno degli autori delle false Decretali dello Pseudo-Isidoro.
Iniziò anche una cronaca degli eventi riguardanti l'Abbazia di San Gallo, la Casus Sancti Galli, che venne poi proseguita, per il periodo che va dalla sua morte al 972, dal monaco sangallese Ekkeard IV. 
Canonizzato dalla Chiesa cattolica, la sua memoria è celebrata il 26 aprile.

### Opere
- De corpore et sanguine Domini, in Corpus Christianorum, Continuatio mediaevalis, XVI, Turnhout, 1969
- De partu virginis, in Corpus Christianorum, Continuatio mediaevalis, LVI C, Turnhout, 1985

### Studi
- Giulio D'Onofrio (a cura di), Storia della teologia nel Medioevo, Casale Monferrato 1996,  Vol. I, pp. 219-223.